# Station Hvalstad
Station Hvalstad  is een station in Hvalstad in de gemeente Asker in fylke Viken  in  Noorwegen. Het eerste station in Hvalstad werd geopend in 1872. Het huidige, derde station dateert uit 1962. Hvalstad ligt aan Drammenbanen en wordt bediend door lijn L1, de stoptrein die pendelt tussen Spikkestad en Lillestrøm.